# Cattolica-San Giovanni-Gabicce
Cattolica-San Giovanni-Gabicce (włoski: Stazione di Cattolica-San Giovanni-Gabicce) – stacja kolejowa w Cattolica, w regionie Emilia-Romania, we Włoszech. Znajdują się tu 2 perony. Położona jest na linii Bolonia-Ankona. Została otwarta w 1861.

## Historia
Stacja została wybudowana w ramach budowy ważnej linii kolejowej z Bolonii do Ankony i otworto ją wraz z oficjalnym otwarciem 93 km linii, Rimini-Falconara Marittima-Ankona, która miała miejsce 17 listopada 1861. Wraz z otwarciem połączenia obsługuje połączenia z Bolonii i północnych Włoch. Stacja początkowo zarządzane była przez Società per le strade ferrate romane, ale po reorganizacji kolei w 1865 roku została powierzona Società Italiana per le strade ferrate meridionali, która sprawowała opiekę na dstacją do 1905 r, kiedy doszło do nacjonalizacji kolei.